# Пруитт-Айгоу

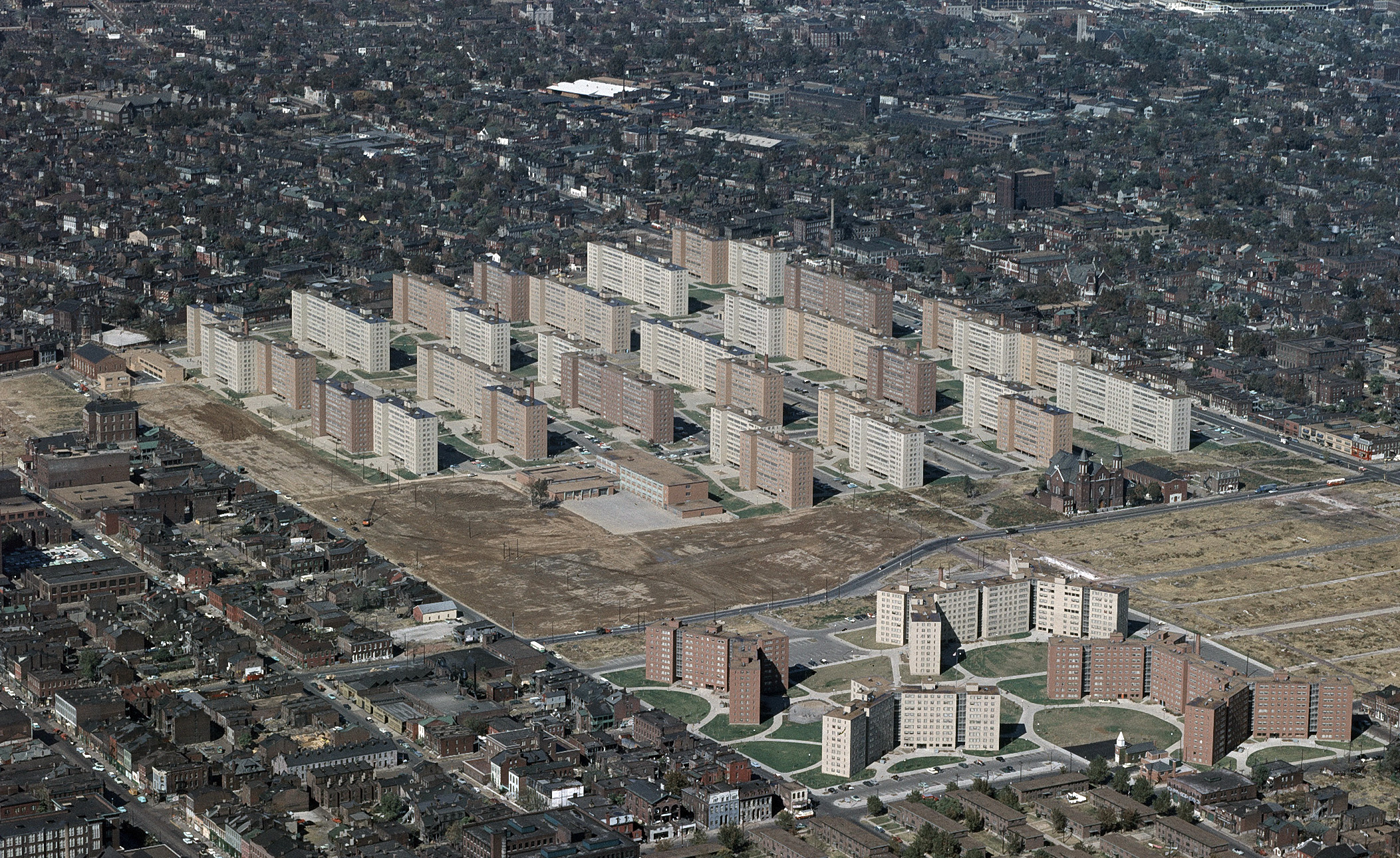
Вид на комплекс «Прюит-Игоу» с высоты птичьего полёта

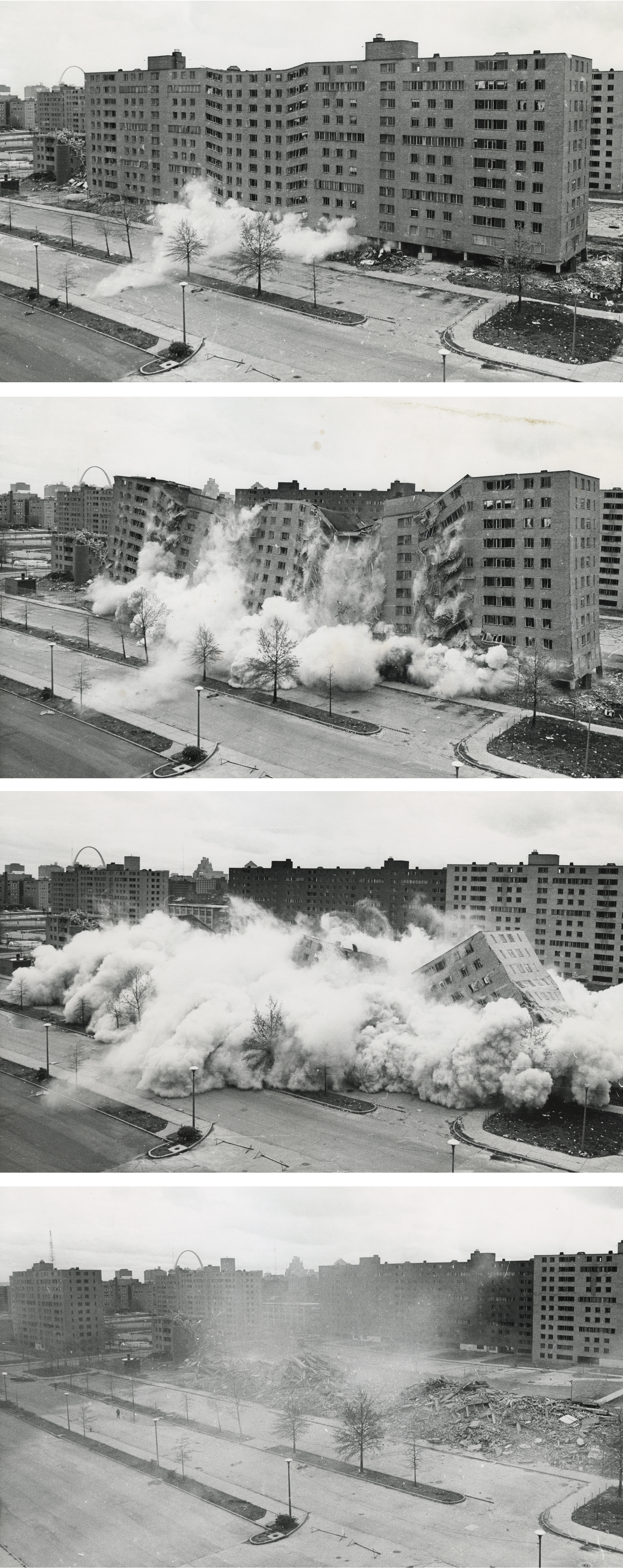
Апрель 1972. Снос второго здания

Жилой комплекс «Пруитт-Айгоу» (англ. Pruitt-Igoe; также встречается написание «Прюитт-Игоу») — социальный жилой комплекс, существовавший с 1954 по 1974 год в городе Сент-Луисе штата Миссури, США. Состоял из тридцати трёх 11-этажных жилых зданий. Был спроектирован архитектором Минору Ямасаки, который известен как автор проекта Всемирного торгового центра в Нью-Йорке.

## История
Официальное открытие жилого комплекса произошло в 1956 году. На строительство Казначейством США было выделено в общей сложности 36 млн долларов.
Целью создания комплекса было решение проблемы жилья для молодых квартиросъёмщиков, относящихся к среднему классу.
Плотность заселения оказалась выше, чем в городских трущобах, около 50 квартир на ≈0,004 км² (1 акр). В соответствии с принципами Ле Корбюзье и Международного конгресса современной архитектуры для того, чтобы сохранить придомовую площадку и нижний этаж в качестве мест общего пользования, были спроектированы 11-этажные здания. Каждый ряд зданий отделялся полосой насаждений согласно концепции Харланда Бартоломью. Однако рекреационные и парковые зоны были неудовлетворительны, детские площадки были созданы только после многочисленных обращений жителей.
Своё название жилой комплекс получил в честь героя Второй мировой войны чернокожего пилота Уэнделла О. Пруитта и белокожего конгрессмена от штата Миссури Уильяма Айгоу. До 1954 года в жилищной политике Сент-Луиса использовался принцип сегрегации и планировалось, что комплекс будет состоять из двух частей — для чёрных и для белых. С отменой сегрегации на законодательном уровне комплекс вначале имел смешанный состав жильцов, но в течение двух лет большинство белых квартиросъёмщиков переехали в другие места, и в комплексе осталось в основном малообеспеченное негритянское население. Вскоре комплекс стал ассоциироваться с нищетой и преступностью.
После завершения строительства в 1955 году жилой комплекс состоял из 33-х 11-этажных жилых корпусов, расположившихся на площадке в 0,23 км² (57 акров). В комплексе было 2870 квартир, что делало его одним из самых больших в стране. Квартиры были небольшие, с маленькими кухнями. Лифты останавливались только на первом, четвёртом, седьмом и десятом этажах. Эти этажи были оборудованы большими коридорами, комнатами для стирки, общественными комнатами и мусоропроводами. Вентиляция была недостаточной, централизованного кондиционирования воздуха не было.
В середине 1960-х годов квартал стал отчётливо напоминать гетто, а не тот радужный уголок, каким он являлся в первые годы после своего заселения. Работа дворников прекратилась, а на место привычных дверей и светильников в подъездах начали устанавливать антивандальные. Полиция всё чаще отказывалась выезжать по вызову в этот район. В связи с возросшей стоимостью содержания района местные власти приняли решение увеличить стоимость арендной платы для жителей Пруитт-Айгоу в три раза. Позже в этом году массовая неуплата счетов привела к коммунальной трагедии — прорыву канализации в одном из домов. В 1970 году городские власти объявили квартал зоной бедствия. Не найдя средств для ремонта местной инфраструктуры, власти решили начать отселение жильцов.
После многочисленных безуспешных попыток улучшить криминогенную ситуацию в жилом комплексе 16 марта 1972 года по решению Федерального правительства было взорвано первое здание, затем, в течение двух лет — и все остальные. Полностью территория была расчищена в 1976 году.
Передача о подрыве домов комплекса широко транслировалась по телевидению США, что сделало «Пруитт-Айгоу» одним из самых известных неудавшихся проектов социального жилья. Сцены упадка и разрушения комплекса отображены в философском фильме 1983 года «Койяанискаци».
После расчистки территории на одной её половине была создана лесопарковая зона, на другой — построен комплекс учебных заведений Сент-Луисcкой Публичной школы и малоэтажное жильё.